# Úrvalsdeild Karla de 2015
A Urvalsdeild 2015 foi a 104ª edição do campeonato de futebol da Islândia. O atual campeão é o Stjarnan.

## Regulamento
Todas as as equipes (12 no total) jogam entre si em dois turnos com pontos corridos. A equipe com mais pontos ao final de todas as rodadas (22) se sagra campeã e ganha o direito de participar da Liga dos Campeões da UEFA entrando na segunda fase de classificação. O segundo e o terceiro colocado se classificam para a Segunda Fase e Primeira Fase de classificação da UEFA Europa League, respectivamente. Os dois últimos colocados são rebaixados para a 1. Deild Karla (Segundo escalão do futebol islandês).

## Clubes participantes
| Equipe             | Cidade         | Estádio (mando)     | Em 2014                  | Títulos                        |
| ------------------ | -------------- | ------------------- | ------------------------ | ------------------------------ |
| Breiðablik         | Kópavogur      | Kópavogsvöllur      | 7º                       | 1                              |
| FH                 | Hafnarfjörður  | Kaplakriki          | 2º                       | 6                              |
| Fjölnir            | Reykjavík      | Fjölnisvöllur       | 9º                       | 0 (Não possui)                 |
| Fylkir             | Reykjavík      | Fylkisvöllur        | 6º                       | 0 (Não Possui)                 |
| ÍA                 | Akranes        | Norðurálsvöllurinn, | 2º (1. Deild Karla 2014) | 18                             |
| ÍBV                | Vestmannaeyjar | Hásteinsvöllur      | 10º                      | 3                              |
| Keflavík           | Keflavík       | Keflavíkurvöllur    | 8º                       | 0 (Não Possui)                 |
| KR                 | Reykjavík      | KR-völlur           | 3º                       | 26 (Maior detentor de títulos) |
| Leiknir Reykjavík  | Reykjavík      | Leiknisvöllur       | 1º (1. Deild Karla 2014) | 0 (Não possui)                 |
| Stjarnan           | Garðabær       | Stjörnuvöllur       | 1º                       | 1                              |
| Valur              | Reykjavík      | Hlíðarendi          | 5º                       | 20                             |
| Víkingur Reykjavík | Reykjavík      | Víkin               | 4º                       | 5                              |

## Classificação
Atualizado em 2015